# Taiana Téré
Taiana Téré est une joueuse française de volley-ball, née le 27 mai 1986 à Afaahiti (Polynésie française). Elle mesure 1,78 m et joue réceptionneuse-attaquante. Elle totalise 15 sélections en équipe de France.

## Clubs
| Club               | Pays   | De         | À         |
| ------------------ | ------ | ---------- | --------- |
| Évreux Volley-ball | France | 2005-2006  | 2013-2014 |
| SES Calais         | France | 2012-2013  | 2012-2013 |
| Évreux Volley-ball | France | 2013-2014  | 2013-2014 |
| Vannes Volley-Ball | France | avril 2014 |           |

## Palmarès
- Jeux du Pacifique (1)
  - Victoire : 2007 (avec Tahiti)